# سنط لولبي
السنط اللولبي (باللاتينية: Acacia tortilis subsp. raddiana) نوع نباتي شجري من جنس السنط من الفصيلة البقولية.

## الموئل والانتشار
ينتشر هذا النوع في بعض مناطق الوطن العربي بما فيها وادي النيل والمغرب العربي وشبه الجزيرة العربية وبلاد الشام إضافة إلى بعض مناطق وسط إفريقيا الغربي.

## مرادفات للاسم العلمي
- (باللاتينية: Acacia raddiana Savi)